# Cristian Mendigo
Cristian Martins Cabral, mais conhecido como Cristian Mendigo (Uruguaiana, 28 de agosto de 1979), é um ex-futebolista brasileiro que atuava como meio-campista. 

## Carreira

### Início
Cristian começou sua carreira profissional no time do Velo Clube, de Rio Claro. Durante o período de 1999 a 2004, obteve destaque no Campeonato Paulista, o que posteriormente lhe rendeu passagens em outros clubes de tradição do estado como o Guarani, Juventus e Ituano.
Atuando pelo Ituano, onde jogou a Série B do Campeonato Brasileiro de 2004, começou a se destacar. Em Junho de 2004, o meia foi vendido ao Paraná.

### Paraná
Contratado pelo clube, Cristian logo se destacou pela equipe, onde jogou o Campeonato Paranaense, a Séria A do Campeonato Brasileiro e a Copa Sul-Americana deste ano.
Apesar de uma campanha apenas regular na Série A, foi no clube que sua carreira foi lançada em âmbito nacional. Por seu desempenho e regularidade naquele ano, foi indicado ao prêmio Bola de Prata da Revista Placar como melhor meia.
Suas boas atuações logo chamaram a atenção de grandes clubes brasileiros e também do exterior, que disputavam sua contratação. Até que em Janeiro de 2005, o meia é contratado pelo Palmeiras .
Cristian ainda retornaria ao Paraná em 2008, onde disputou Campeonato Paranaense, Copa do Brasil e a Série B do Brasileiro daquele ano.

### Palmeiras
No Palmeiras, Cristian chegou como grande promessa devido ao seu desempenho do ano anterior. Em sua passagem pelo clube, disputou o Campeonato Paulista de 2005 e 2006, a Série A do Brasileiro de 2005 e a Copa Libertadores da América de 2005.
O meia sempre teve boas atuações quando atuou pelo clube. Entretanto, devido a grande concorrência por um lugar no time titular (especialmente com o meia Juninho Paulista), o meia acabou sendo pouco aproveitado e no 2º semestre de 2006 foi emprestado pelo Palmeiras ao Coritiba.

### Coritiba
Cristian chegou ao Coritiba com a missão de retornar o clube a Série A do Brasileiro, pois o clube havia sido rebaixado a Série B em 2005. O meia era um dos jogadores mais importantes do elenco e constantemente cobrado pela torcida (às vezes excessivamente). Entretanto, naquele ano o clube terminou a competição em 6º lugar e não conseguiu o acesso a Série A. O jogador não teve seu vínculo renovado e foi então emprestado ao Náutico.

### Fortaleza
Após uma breve passagem pelo Náutico, onde jogou a Copa do Brasil daquele ano e foi pouco aproveitado, Cristian foi emprestado ao Fortaleza em 2007. Assim como em outros clubes, o meia era um dos principais jogadores do elenco, também com a missão de retornar o clube a Série A do Brasileiro. Mesmo com boas atuações do jogador na Série B, o clube não conseguiu o acesso a Série A, terminando em 5º lugar.
O jogador ainda retornaria em 2009 para a disputa da Série B do Brasileiro. Uma lesão atrapalhou sua segunda passagem pelo clube e a equipe acabou tendo um desempenho ruim, terminando o campeonato em 18º lugar e sendo rebaixada para Série C do Brasileiro.

### Khazar Lankaran
Em 2010, o jogador teve sua primeira experiência no exterior jogando no Khazar Lankaran, do Azerbaijão. No clube, que já contava com alguns brasileiros, o jogador atuou na Premier League 2009/2010 e na Copa do Azerbaijão 2009/2010. Na copa local, o Khazar Lankaran foi o vice campeão, garantindo uma vaga para a 1ª fase classificatória da Liga Europa da UEFA de 2010-11.

### Itumbiara
Voltando do exterior, Cristian teve uma breve passagem pelo Bragantino, onde disputou apenas o Campeonato Paulista 2011. No semestre seguinte, o jogador transferiu-se para o Itumbiara. No clube, o mesmo disputou três campeonatos importantes para equipe: a 2ª divisão do Campeonato Goiano, em que o clube foi o vice-campeão, garantindo acesso a divisão principal; a Série D do Brasileiro de 2011, onde a equipe chegou até as oitavas de final (sendo posteriormente eliminada pelo STJD em um embróglio envolvendo outras duas equipes); e o Campeonato Goiano de 2012, em que o clube ficou em 5º lugar.

### Treze
Cristian chegou ao Treze para a disputa da Série C do Brasileiro de 2012. O meia rapidamente transformou-se no cérebro da equipe, organizando as principais jogadas do time e fazendo várias assistências para gols de seus companheiros, adotando também uma posição de liderança. O clube terminou a competição em 5º lugar na primeira fase, não conseguindo a classificação para a fase seguinte, mas permanecendo na série C.
Após uma rápida passagem pelo Cerâmica, o jogador retornou ao clube para a disputa da Série C de 2013. Capitão e principal jogador do elenco, Cristian liderou a equipe na campanha que levou o clube às Quartas de final, onde foram eliminados pelo Vila Nova e perdendo assim o acesso a Série B.

### Ituano
Retornando 10 anos depois de sua primeira passagem pelo clube, Cristian foi um dos destaques do Ituano no Campeonato Paulista de 2014. A equipe não era considerada favorita ao título, mas chegou até a final do campeonato passando pelo Palmeiras na semifinal e vencendo o Santos nos pênaltis na decisão  (Cristian fez o gol da vitória de 1 x 0 no primeiro jogo).

### Ponte Preta
Em setembro de 2015 acertou com a Ponte Preta por empréstimo para a disputa do Campeonato Brasileiro, assumindo assim a camisa 10 que era usada pelo meia Renato Cajá.

## Títulos
Palmeiras
- Taça 125 Anos do Corpo de Bombeiro: 2005

Vitória
- Campeonato Baiano: 2009

Ituano
- Campeonato Paulista: 2014

Santo André
- Campeonato Paulista - Série A2: 2019